# Feuchtgebiete und Wälder bei Großsaubernitz
Feuchtgebiete und Wälder bei Großsaubernitz este o arie protejată (arie specială de conservare — SAC, sit de importanță comunitară — SCI) din Germania întinsă pe o suprafață de 76 ha, integral pe uscat.

## Localizare
Centrul sitului Feuchtgebiete und Wälder bei Großsaubernitz este situat la coordonatele 51°14′13″N 14°38′02″E / 51.2369°N 14.6339°E.

## Înființare
Situl Feuchtgebiete und Wälder bei Großsaubernitz a fost declarat sit de importanță comunitară în iunie 2002 pentru a proteja 3 specii de animale. Situl a fost protejat și ca arie specială de conservare în aprilie 2011.

## Biodiversitate
Situată în ecoregiunea continentală, aria protejată conține 4 habitate naturale: Lacuri eutrofice naturale cu vegetație de tip Magnopotamion sau Hydrocharition, Pajiști cu Molinia pe soluri calcaroase, turboase sau argilos-nămoloase (Molinion caeruleae), Păduri de stejar și carpen Galio-Carpinetum, Păduri aluvionare cu Alnus glutinosa și Fraxinus excelsior (Alno-Padion, Alnion incanae, Salicion albae).
La baza desemnării sitului se află mai multe specii protejate:
- amfibieni (1): buhai de baltă cu burta roșie (Bombina bombina)
- mamifere (2): vidră de râu (Lutra lutra), liliac comun (Myotis myotis)